# Gyakuten Saiban (anime)
Gyakuten Saiban (逆転裁判?  "Helomvändningsrättegång") är en anime-serie som hade premiär på japansk TV den 2 april 2016. Serien baseras på datorspelsserien Ace Attorney.

## Rollista
| Yūki Kaji      | – Phoenix Wright  |
| Aoi Yūki       | – Maya Fey        |
| Masashi Tamaki | – Miles Edgeworth |
| Chie Nakamura  | – Mia Fey         |
| Masami Iwasaki | – Dick Gumshoe    |
| Tooru Nara     | – Larry Butz      |

## Produktion

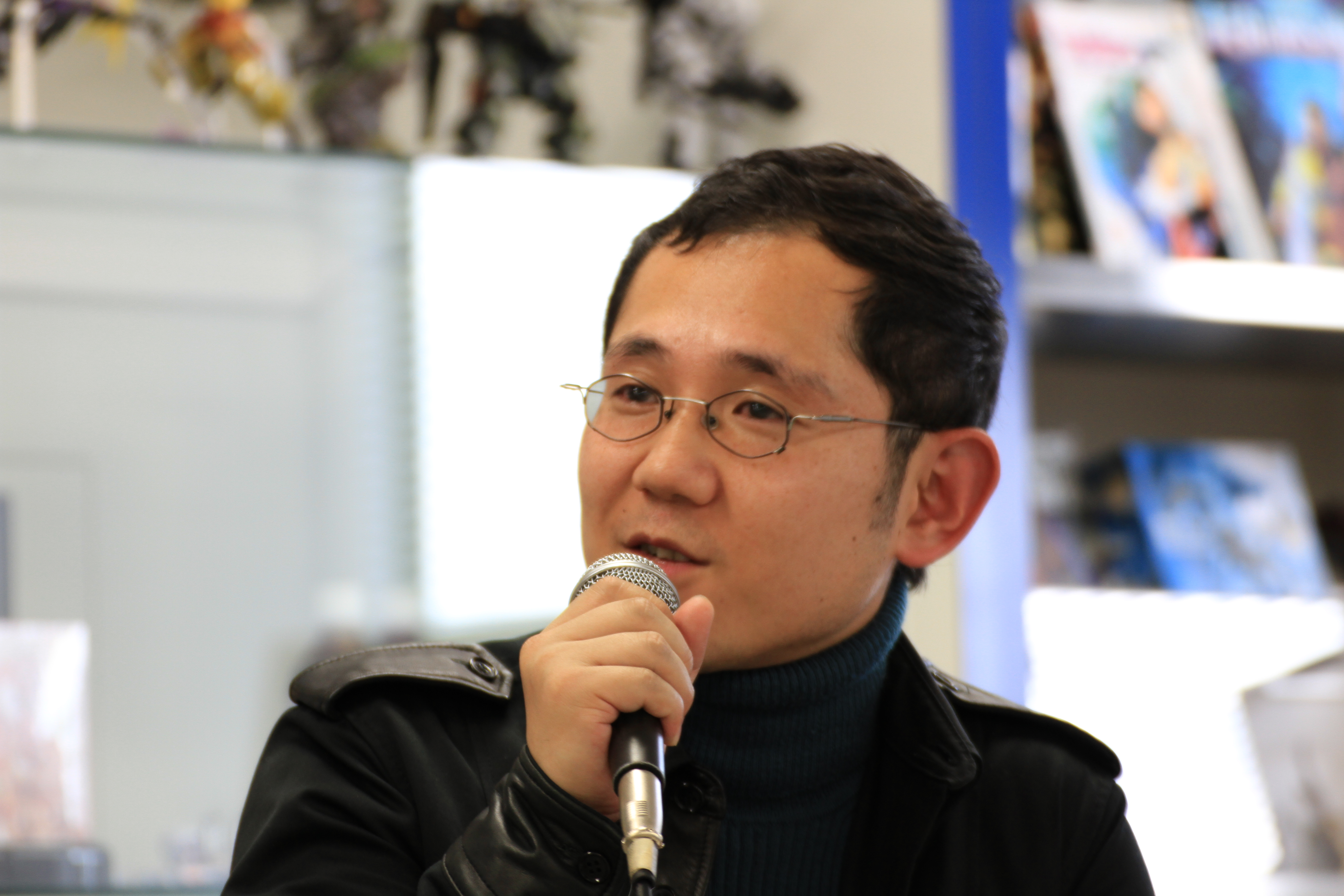
Shu Takumi är supervisor för animens manus.

Gyakuten Saiban baseras på Capcoms datorspelsserie Ace Attorney, och produceras på A-1 Pictures. Den regisseras av Ayumu Watanabe, författas av Atsuhiro Tomioka, komponeras för av Kaoru Wada medan figurer designas av Keiko Ōta. Shu Takumi, spelseriens skapare, är supervisor för animens manus, och arbetar på animen en gång i veckan under möten i Tokyo. Serien planeras sändas lördagar på japansk TV på kanalerna YTV och NTV med start den 2 april 2016.[uppföljning saknas]
Animen tillkännagavs av Capcom på ett event på Tokyo Game Show 2015. Sex år tidigare fanns det ännu inte planer på att göra en Ace Attorney-anime, och Capcom hade inte alls talat med animationsföretag om det; enligt Motohide Eshiro, en av spelseriens producenter, tyckte dock personal på Capcom redan då att Ace Attorney skulle passa som anime.